# Brimont
Brimont település Franciaországban, Marne megyében. Lakosainak száma 453 fő (2022. január 1.). Brimont Orainville, Auménancourt, Berméricourt, Bétheny, Courcy és Bourgogne-Fresne községekkel határos.

## Népesség
A település népességének változása:
| Lakosok száma | 296  | 316  | 457  | 453  | 437  | 432  | 432  | 448  | 453  | 453  |
|               | 1968 | 1982 | 1990 | 2006 | 2013 | 2015 | 2017 | 2019 | 2020 | 2022 |